# クラリタ
『クラリタ』（スペイン語: Clarita）は、チリのテレビアニメである。テレビシオン・ナシオナル・デ・チリで2006年4月22日に初公開された。